# Romeoville
Romeoville és una població dels Estats Units a l'estat d'Illinois. Segons el cens del 2006 tenia 36.837 habitants.

## Demografia
Segons el cens del 2000, Romeoville tenia 21.153 habitants, 6.764 habitatges, i 5.384 famílies. La densitat de població era de 562,9 habitants/km².
Dels 6.764 habitatges en un 43% hi vivien nens de menys de 18 anys, en un 64,8% hi vivien parelles casades, en un 10,1% dones solteres, i en un 20,4% no eren unitats familiars. En el 15,1% dels habitatges hi vivien persones soles el 2,7% de les quals corresponia a persones de 65 anys o més que vivien soles. El nombre mitjà de persones vivint en cada habitatge era de 2,99 i el nombre mitjà de persones que vivien en cada família era de 3,35.
Per edats la població es repartia de la següent manera: un 28,6% tenia menys de 18 anys, un 11,8% entre 18 i 24, un 37,7% entre 25 i 44, un 16,2% de 45 a 60 i un 5,7% 65 anys o més.
L'edat mediana era de 30 anys. Per cada 100 dones de 18 o més anys hi havia 99,3 homes.
La renda mediana per habitatge era de 60.738 $ i la renda mediana per família de 63.320 $. Els homes tenien una renda mediana de 41.267 $ mentre que les dones 29.724 $. La renda per capita de la població era de 21.221 $. Aproximadament l'1,1% de les famílies i l'1,9% de la població estaven per davall del llindar de pobresa.

## Poblacions properes
El següent diagrama mostra les poblacions més properes.